# 丶部
丶部為漢字索引中的部首之一，計一畫，是康熙字典214個部首中的第3個（在一畫的中為第3個）。丶部構字時通常位於上方或中間。一字帶「丶」且無其他部首時歸為丶部。

## 部首單字解釋
1. 表示有所絕止的標記。相當於現代標點符號中的頓號。見《說文》。
2. 燈上火焰。見《六書正譌》，出自欽定四庫全書。

原本這個部首和頓號是同個意思，又因形狀像「火苗」般，所以又有了「燈火、光明」等含義；一般讀作「點」，但是在永字八法裏作「側」；其亦為主的古字，不過行文中不多見，一般字典難檢字索引亦未收錄。

## 字形

金文
小篆

### 部首字元及變形
在 Unicode和文字區的相關部首字元只有一個，就是康熙部首「⼂」（KANGXI RADICAL DOT [U+2F02]）、文字區「丶」（CJK UNIFIED IDEOGRAPH-4E36）。

## 名稱
- 漢語：丶部（拼音：zhǔbù，注音：ㄓㄨˇ ㄅㄨˋ）、点
- 日語：、[1]
- 朝鲜語：（jeom ju bu）
- 越南語：bộ chủ（部丶）
- 英語：Radical  Dot

## 字例
| 部首外筆畫 | 字例 -{ |
| ---------- | ------- |
| 0          | 丶      |
| 1          | 丷      |
| 2          | 丸义    |
| 3          | 为丹    |
| 4          | 主丼    |
| 7          | 丽 }-   |

標點符號
- [、]（頓號）